# آلیس ایوانز (بازیکن فوتبال)
آلیس ایوانز (انگلیسی: Alice Evans؛ زادهٔ ۲۲ ژوئیهٔ ۱۹۹۴) بازیکن فوتبال اهل بریتانیا است.
وی همچنین در تیم‌های ملی فوتبال زنان ولز بازی کرده‌است.